# Irvine (Kentucky)
Irvine és una població dels Estats Units a l'estat de Kentucky. Segons el cens del 2000 tenia 2.843 habitants.

## Demografia
Segons el cens del 2000, Irvine tenia 2.843 habitants, 1.259 habitatges, i 793 famílies. La densitat de població era de 722,2 habitants/km².
Dels 1.259 habitatges en un 26,9% hi vivien nens de menys de 18 anys, en un 42,7% hi vivien parelles casades, en un 17,2% dones solteres, i en un 37% no eren unitats familiars. En el 33,7% dels habitatges hi vivien persones soles el 17,5% de les quals corresponia a persones de 65 anys o més que vivien soles. El nombre mitjà de persones vivint en cada habitatge era de 2,22 i el nombre mitjà de persones que vivien en cada família era de 2,82.
Per edats la població es repartia de la següent manera: un 22,9% tenia menys de 18 anys, un 8% entre 18 i 24, un 27,7% entre 25 i 44, un 23% de 45 a 60 i un 18,5% 65 anys o més.
L'edat mediana era de 39 anys. Per cada 100 dones de 18 o més anys hi havia 77,2 homes.
La renda mediana per habitatge era de 20.286 $ i la renda mediana per família de 25.046 $. Els homes tenien una renda mediana de 28.988 $ mentre que les dones 17.194 $. La renda per capita de la població era de 14.075 $. Entorn del 20,9% de les famílies i el 28,2% de la població estaven per davall del llindar de pobresa.

## Poblacions més properes
El següent diagrama mostra les poblacions més properes.

## Personalitats il·lustres
- Harry Dean Stanton. Actor, músic i cantant.